# Lincoln Capri

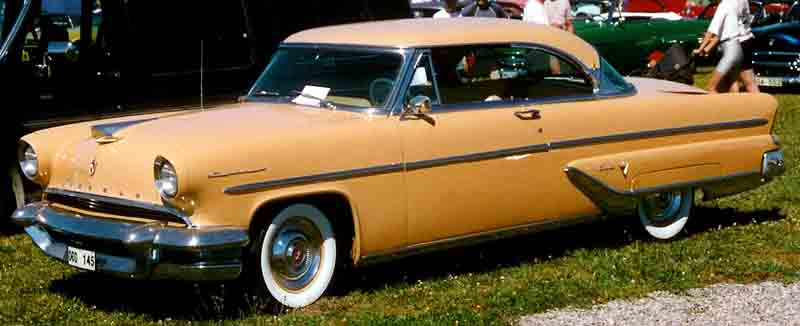
Lincoln Capri Hardtop-Coupé 2 Türen (1955)

Der Lincoln Capri war ein Pkw-Modell, das in den Modelljahren 1952 bis 1959 von Lincoln einer Automobilmarke der Ford Motor Company hergestellt wurde.

## Modellgeschichte
1952 löste der Capri den Cosmopolitan – der allerdings weiterhin gefertigt wurde – als Spitzenmodell ab. Die etwas frischer gestylten Fahrzeuge waren als 4-türige Limousine, als Hardtop-Coupé und als Cabriolet mit jeweils 2 Türen verfügbar. Wie seine Schwestermodelle hatte der Capri  einen obengesteuerten V8-Motor mit 5201 cm³ Hubraum, der 118 kW (160 bhp) bei 3900/min. entwickelte. Die Motorkraft wurde über ein „Hydramatic“-Automatikgetriebe an die Hinterräder weitergeleitet. Während im Folgejahr die Karosserien gleich bleiben, entwickelte der gleich große Motor nun 151 kW (205 bhp).
1954 hatten die Fahrzeuge etwas an Größe und Gewicht zugelegt; sie waren ca. 25 mm länger und 25 mm breiter. Auf der Motorhaube gab es ein großes V aus verchromtem Metall unterhalb des Lincoln-Emblems. Der Motor allerdings blieb gleich. 1955 wiederum wurde das Styling leicht überarbeitet: Der Kühlergrill verlor seinen verchromten Querstab. Dazu gab es einen größeren Motor: Aus 5588 cm³ schöpfte er 165 kW (225 bhp) bei 4400/min.
1956 stand ein größeres Facelift an: Der vertikale Chromstab im Kühlergrill kehrte zurück und die Scheinwerfer bekamen modische Schuten. Die seitlichen Zierleisten bildeten im Bereich der hinteren Türen ein Z. Abermals wurde ein größerer Motor eingebaut, der aus 6030 cm³ 210 kW (285 bhp) schöpfte. Das Cabriolet entfiel. Gleichzeitig fielen die Absatzzahlen (vgl. unten) dramatisch. Die Servolenkung – vorher oft gewählte Sonderausstattung – war jetzt serienmäßig.
Im nächsten Modelljahr wurde das Heck des Wagens durch gigantische, nach schräg hinten ausgreifende Heckflossen deutlich verändert. An der Front kamen unterhalb der Hauptscheinwerfer Zusatzscheinwerfer dazu und der Kühlergrill wurde etwas einfacher gestaltet. Die seitlichen Zierleisten verliefen wieder im Wesentlichen gerade, nur im Bereich des Heckstoßfängers formten sie ein kleines V. Zu den verbliebenen beiden Karosserieformen kam eine 4-türige Hardtop-Limousine dazu. Die Leistung des ansonsten unveränderten Motors stieg auf 221 kW (300 bhp).
1958 wurden die Karosserien komplett überarbeitet. Die Front zeigte einen breiten und hohen Kühlergrill mit vielen kleinen Rechtecken, der von schräg angestellten Doppelscheinwerfern flankiert wurde. Die deutlich längeren und schwereren Wagen hatten nun auch hinten – wie schon seit 1957 vorne – eine Panoramascheibe. Der neuen Auslegung entsprach auch der größere Motor mit 7046 cm³ Hubraum und Holley-Doppel-Registervergaser. Er entwickelte 276 kW (375 bhp) bei 4800/min.
1959, im letzten Jahr des Capri, hatte das „Wettrüsten“ ein Ende: Die Wagen waren 50 mm kürzer und die Motorleistung um 25 bhp niedriger. Stilistisch änderte sich wenig. Im Folgejahr löste der neue Continental Mk. V den Capri als Spitzenmodell ab.

## Produktionszahlen
| Baujahr | Limousine | Hardtop-Limousine | Hardtop-Coupé | Cabriolet | Gesamt   |
| ------- | --------- | ----------------- | ------------- | --------- | -------- |
| 1952    | 15.854*   |                   | 5.681         | 1.191     | 22.726*  |
| 1953    | 11.352    |                   | 12.916        | 2.372     | 26.640   |
| 1954    | 13.598    |                   | 14.003        | 1.951     | 29.552   |
| 1955    | 10.724    |                   | 11.462        | 1.487     | 23.673   |
| 1956    | 4.436     |                   | 4.355         |           | 8.791    |
| 1957    | 1.476     | 1.451             | 2.973         |           | 5.900    |
| 1958    | 1.184     | 3.084             | 2.591         |           | 6.859    |
| 1959    | 1.312     | 4.417             | 2.200         |           | 7.929    |
| Gesamt  | 60.156*   | 8.952             | 56.181        | 7.001     | 132.290* |

* = enthält die Zahl der Cosmopolitan-Limousinen 1952